# Битка за Маргум
Битка за Маргум се одиграла у јулу 285. године између војски римских царева Диоклецијана и Карина у долини реке Велике Мораве, недалеко од Маргума главног града тадашње римске провинције Горњој Мезији (данашња Србија).

## Узроци
284. године се Диоклецијан прогласио царем Мале Азије након тајанствене смрти Кариновог брата и сувладара Нумеријана. Карин није могао одмах интервенисати, јер је био заузет гушењем побуне још једног узурпатора Сабина Јулијана, што је Диоклецијану омогућило да са војском продре на Балканско полуострво.

## Ток битке
Карин је предводио бројнију војску, али лојалност његове војске била је под знаком питања. До окршаја је дошло на реци Великој Морави) недалеко од града Маргума. У бици је на Диоклецијанову страну пребегао Каринов преторијански префект по имену Аристовул, а сам Карин је погинуо.
Тачне околности битке су непознате, али се поуздано зна да је Карин убијен у току битке, и то највероватније од стране једног од његових официра.

## Последице битке
Диоклецијан је након битке и заузимања Маргума, преузео потпуну контролу читавог Римског царства. Себе је потврдио за цара и стекао предуслове за опсежне војне и административне реформе којим ће се у Царству увести ново уређење познато као доминат.